# 387 Aquitania
387 Aquitania eller 1894 AZ är en stor asteroid i huvudbältet, som upptäcktes 5 mars 1894 av den franske astronomen Fernand Courty. Den har fått sitt namn efter provinsen Aquitaine i Romarriket.
Asteroiden har en diameter på ungefär 100 kilometer och den tillhör asteroidgruppen Postrema.